# Unternehmenshymne
Eine Unternehmenshymne ist die Hymne eines Unternehmens.
Sie soll der Corporate Identity und der Motivation der Mitarbeiter dienen.
In der Hymne stellt sich das Unternehmen dar oder vermittelt seine Visionen.
Unternehmenshymnen sind vor allem in den USA verbreitet. Der zugrundeliegende Denkansatz löst in Deutschland eher Befremden, Belustigung oder Spott aus.
Als Vorreiter auf dem deutschen Markt darf die zur Schwarz-Gruppe gehörende Kaufland-Kette gesehen werden. 
Autor der inoffiziellen Unternehmenshymne, welche mehrmals am Tag auch in den Warenhäusern gespielt wird, ist eine Führungskraft des Kaufland-Unternehmens; Textauszug:
„Ein Lächeln ist mehr wert, als du denkst.

Ein Lächeln ist Gold, das du verschenkst.

Ein Lächeln ist billig, kostet gar kein Geld,

und erobert dir trotzdem die Kundenwelt.“
Die unfreiwillige Komik dieses Beispiels macht deutlich, weshalb sich die Akzeptanz von Unternehmenshymnen in Deutschland in engen Grenzen hält.
Von der Unternehmenshymne zu unterscheiden ist die Werbemusik in Werbespots, die für Produkte werben soll und auf potentielle Konsumenten abzielt.

## Die Unternehmenshymne in japanischen Betrieben
In Japan stehen drei Symbole für die Loyalität eines Salaryman zu seinem Unternehmen: 
1. die Unternehmens-Charta, die morgens rezitiert wird
2. die Unternehmenshymne, die auf Betriebsfesten gesungen wird
3. das Unternehmenswappen, das am Revers getragen wird